# Polyosma heliciiformis
Polyosma heliciiformis är en tvåhjärtbladig växtart som beskrevs av Kanehira och Hatusima. Polyosma heliciiformis ingår i släktet Polyosma och familjen Escalloniaceae. Inga underarter finns listade i Catalogue of Life.